# Paramiella incisa
Paramiella incisa é uma espécie de gastrópode  da família Poteriidae.
É endémica da Micronésia.